# Opsada Kisega (1532.)
Opsada Kisega važan je događaj u ranoj povijesti habsburško-osmanskih ratova. Velika osmanska vojska, predvođena sultanom Sulejmanom Veličanstvenim, krenula je 1532. godine u drugi napad na habsburšku prijestolnicu Beč nakon što je tri godine ranije (1529. godine) obrana grada narušena u prvoj opsadi. Obrana Nikole Jurišića i njegovih vojnika omogućila je konsolidaciju i bolju pripremu habsburške vojske te je potrošeno dovoljno vremena da daljnji napredak prema Beču postane neisplativ za Osmansko Carstvo. Iako je bitka završila podizanjem osmanskih zastava na utvrdi Kiseg, čime je Jurišić priznao poraz nakon duge opsade, ona ipak predstavlja veliku taktičku pobjedu kršćanske strane.

## Priprema za obranu
Svojim junaštvom Jurišić se je proslavio 1532. godine, kad je sa svega par stotina ljudi, od čega svega nekoliko desetaka profesionalnih vojnika, obranio grad Kiseg od velike osmanske vojske i tako zadržao sultana dovoljno dugo da njegov daljnji pohod na Beč postane neisplativ.
Nikola Jurišić je sa svojih 28 lako i 10 teško naoružanih konjanika trebao odjahati za Beč i tamo se pridružiti glavnoj vojsci. Međutim, kad je vidio mnoštvo djece, žena i staraca koji su došli potražiti spas u gradskim zidinama, odlučio je ostati i braniti narod. Nakon što je Jurišić sastavio od seljaka i građana malu posadu od 700 ljudi, poslao je pismo Ferdinandu I. u kojem je napisao:
»Ja sam se usudio braniti ovaj maleni i slabi grad protiv turske sile, ne zato što se nadam da ću ga spasiti, nego samo da koji časak neprijatelja zabavim i tako kršćanskim vladarima pribavim vremena da se priprave za otpor. Samo zato izložio sam se najvećoj smrtnoj pogibelji.«
Osmanska vojska pred Kisegom bila je mnogobrojna, povjesničari se ne slažu oko broja vojnika, on varira od 100.000 do 300.000 vojnika, no svakako je riječ o velikoj vojsci kakva dolikuje jednoj osmanskoj kampanji koju vodi sam sultan. S druge strane grad je branilo tek 38 profesionalnih vojnika i oko 700 naoružanih seljaka i građana Kisega. Prema nekima bilo je i više vojnika, najčešće se tu spominje broj od njih 1.000, ali Jurišić sam u jednom izvješću obavještava Ferdinanda da od naših 700 oružanih zemljaka već je polovica poginula ... Jurišić je prije zatvaranja zidina stigao nabaviti barut neophodan za obranu te se počeo pripremati za bitku.

## Opsada
Opsadu je započeo 6. kolovoza veliki vezir Ibrahim-paša, a tri dana poslije priključio mu se i sam sultan Sulejman. Topovi, postavljeni na obližnjim uzvišenjima, počeli su pucati po zidinama. Na sreću za branitelje Osmanlije su ponovno ponijeli sa sobom samo lakše topove čija zrna nisu bila veća od jaja. Kako topništvo nije moglo biti rješenje za gradske zidine okrenuše se Osmanlije staroj, tada još uvijek veoma efikasnoj, metodi potkopavanja zidina te su na par mjesta urušili dijelove zida. Iako je topništvo bilo neefikasno protiv zidina itekako je bilo efikasno protiv branitelja, pošto se Kiseg nalazi na ravnom dijelu okružen uzvišenjima Kisečke gore (Guns gebirge) na kojima se nalazilo osmansko topništvo.
Juriši na grad su bili gotovo svakodnevni, dolazili su sa svih strana, a nekoliko puta su čak i ušli u grad kroz pukotine, ali su bili opet potisnuti van. Prošlo je tako već 22 dana opsade kada je pokrenut veliki napad 28. kolovoza, prema Vjekoslavu Klaiću 12. po redu, koji je u konačnici bio odbijen uz velike gubitke. Nakon ovog napada Jurišić je poslao pismo Ferdinandu u kojem kaže od naših 700 oružanih zemljaka već je polovica poginula; od pušćanog praha, što sam ga za 300 forinti kupio, imadem još jedan cent. Iako mu je Ibrahim u više navrata nudio priliku da se preda Jurišić ju je svaki put odbio.
U sljedećem velikom napadu su upali u grad te je izgledalo kao da će grad konačno pasti. Izgubio je Jurišić mnogo ljudi te i sam biva ranjen. Kako je sam opisao kralju pušćani prah bio je već posve potrošen; što je od mojih ljudi ostalo na život, već je svu volju izgubilo, te se ne bih mogao ni jedan sat više braniti.
U tom trenutku Kiseg je spasila sreća, a neki će reći i čudo. Svi oni ljudi koji su se sakrili u grad počeli su se derati, ispuštati glasne zvukove, te su napadači na tren zastali. Prema Klaiću prepali su se napadači groznih jauka, ali se puno logičnijim čini objašnjenje kako su krivo shvatili glasanja ljudi kao njihovo slavlje, pa zato pomisliše da dolazi kršćanska vojska u pomoć. Pojavila se i priča o čudu, kako je neki konjanik s ognjenim mačem gonio Osmanlije sa zidina pa se oni uplašiše, kako to pripovijeda Klaić, a prema drugoj verziji na nebu se pojavila ruka koja je držala mač te su kršćanski branitelji protumačili ovo kao Božji znak, tj. ruku sv. Martina.:str. 24.
Ubrzo nakon ovog događaja pozvao je Ibrahim Jurišića na pregovore u svoj tabor. Jurišić je pristao uz uvjet da dobi pismenu garanciju sigurnosti te da dvojica osmanskih vojnika uđu kao taoci u grad do njegova povratka, a oba mu je Ibrahim ispunio pa su se ubrzo sastali. Ibrahim ga je upitao četiri pitanje: je li se oporavio od bolesti koju je imao još u Carigradu godinu dana ranije, jesu li njegove rane ozbiljne, zašto se nije predao i misli li da će njegov kralj doći u pomoć. Jurišić je odgovorio da je ozdravio te da su obje rane koje je zadobio samo lakše, da se nikada neće predati jer je to ispod njegove časti, a zadnje pitanje je odlučio ignorirati.:str. 25. Nakon nekoliko neformalnih stvari prešli su na ono važno. Sultan je odlučio prepustiti grad Jurišiću, uz uvjet da pobjeda bude sultanova, ali vojska neće osvojiti grad.
U konačnici su se dogovorilo kako će deset janjičara stati na ulaz grada te da će na zidine biti postavljena osmanska zastava kao da je grad osvojen, a osmanska vojska će za dva dana krenuti natrag. Tijekom pregovora janjičarski aga je upitao Jurišića može li ući u grad, na što mu je on odgovorio kako je grad pun Španjolaca i Nijemaca kojima se takav potez sigurno ne bi svidio, što je naravno bila laž jer u gradu nije bilo carskih vojnika, ali je tako Jurišić poručio kako ima još uvijek dovoljno ljudi za borbu, što je naravno isto bila laž.
Dogovor je zaključen 30. kolovoza te dva dana kasnije, kako je bilo i obećano, vojska napusti okolicu grada i krene se povlačiti. Sultan se ponovno opravdao kako je došao jer je želio borbu s Karlom i Ferdinandom na otvorenom polju, ali se oni nisu pojavili. Iako se sultan sigurno ne bi bunio protiv otvorene bitke, razlog povlačenja je gotovo sigurno bilo vrijeme. Kako je bio početak rujna, a prošla opsada Beča je potrajala mjesec dana, do sredine listopada, sultan se odlučio povući i ne ponoviti grešku iz 1529. godine. Tako je Jurišić, svojim trudom zadržao Osmanlije dovoljno dugo da im se opsada više ne isplati. Zahvaljujući njemu imao je i kralj vremena sakupiti vojsku te su Karlo i Ferdinand 23. listopada došli pred Beč sa 125.000 vojnika, očekujući napad.

## Jurišićeva nagrada za vjernu službu
Jurišić je za svoju hrabrost i obranu dobio 20. veljače 1533. godine diplomu o barunatu, kojom je postao barun grada Kisega, te i 8.000 forinti.